# 屈男氏
屈男為漢字複姓，沿自魏晉南北朝隋唐時期的一個鲜卑姓氏，北魏孝文帝时曾將之改为屈姓，到西魏时又恢复为屈男氏。北周《圣母寺四面像碑》中记载有旷野将军殿中司马屈男神庆、屈男明度、屈男度叶、屈男客仁、屈男延贵、屈男昭明、屈男景祥等屈男氏人物。